# Ninite
Ninite — бесплатный сервис и соответствующая утилита, которая автоматизирует установку популярных программ. Программа представляет собой инсталлятор, который загружает самые новые версии выбранных программ и без вмешательства пользователя автоматически устанавливает их в систему. Существует платная версия сервиса для корпоративных клиентов.
Ninite поддерживает Windows XP, Windows Vista, Windows 7, Windows 10 и Windows 11. 
Полезность сервиса была отмечена Tom's Hardware, PCWorld, The Washington Post и другими изданиями.